# Echinodiaceae
Echinodiaceae là một họ rêu trong bộ Bryales. Theo The Plant list, họ này có 2 chi Sciaromium và Echinodium, trong khi nguồn khác cho rằng họ này đơn chi, chỉ có chi Echinodium.